# Łasica egipska
Łasica egipska (Mustela subpalmata) – gatunek drapieżnego ssaka z rodziny łasicowatych (Mustelidae) zamieszkujący dolną część doliny Nilu w północnym Egipcie. Zgodnie z czerwoną księgą IUCN jest to gatunek najmniejszej troski.